# Cullenia ceylanica
Cullenia ceylanica é uma espécie de angiospérmica da família Bombacaceae.
Apenas pode ser encontrada no seguinte país: Sri Lanka.